# Anthophora irregularis
Anthophora irregularis är en biart som beskrevs av Dours 1869. Anthophora irregularis ingår i släktet pälsbin, och familjen långtungebin. Inga underarter finns listade i Catalogue of Life.